# Heinz Erhardt
Heinz Erhardt (Riga, 20 februari 1909 – Hamburg, 5 juni 1979) was een Duits komiek, dichter, acteur, entertainer, componist en filmregisseur. Hij was een van de populairste Duitse komieken uit de 20ste eeuw.

## Carrière
Heinz Erhardt was de zoon van een Baltisch-Duitse kapelmeester uit het toenmalige Gouvernement Riga, waar zijn familie van moederskant tot de Duitse etnische minderheid behoorde. Zijn moeder haalde hem kortstondig naar Sint-Petersburg om piano te leren spelen. In 1919 nam zijn vader hem mee naar Wennigsen in Hannover, waar hij tot 1924 in Barsinghausen naar school ging. Hij veranderde vijftien keer van school en behaalde geen Abitur. Uiteindelijk keerde hij naar Riga terug en voegde zich bij een theatergezelschap. Tussen 1926 en 1928 ging hij naar het conservatorium in Leipzig. Hij wilde pianist worden, maar zijn grootouders waren tegen en hij moest een opleiding in de muziekwinkel van zijn grootvader volgen.
In de tussentijd, tot 1938, was hij als variétéartiest in de koffiehuizen van Riga actief en zong in 1937 zelfgeschreven liederen op Radio Königsberg en Radio Danzig. Via Willy Schaeffers kwam Erhardt in 1938 bij het Berlijnse Kabarett der Komiker terecht. In 1941 werd hij, na twee mislukte keuringen - hij droeg een bril en kon niet zwemmen -, voor de dienstplicht bij de marine van de Wehrmacht in Stralsund opgeroepen, waar hij als pianist bij het militaire orkest werkte. Vervolgens was hij nog in verscheidene oorden actief. Tijdens de Tweede Wereldoorlog schreef hij vredesgedichten. Na de oorlog ging hij in het Hamburgse district Wellingsbüttel wonen en werkte als radiopresentator bij de Nordwestdeutscher Rundfunk. In 1948 werd op deze zender zijn 10-Pfennig-Oper uitgezonden.
Vanaf 1957 begon hij succes te oogsten met zijn komische speelfilms, waaronder Witwer mit fünf Töchtern, Vater, Mutter und neun Kinder, Natürlich die Autofahrer en Was ist denn bloß mit Willi los?. Hij speelde er ook zelf in: het waren gemoedelijke kolderfilms die de naoorlogse Duitse maatschappij van het Wirtschaftswunder op ironische wijze op de korrel namen. Voor zijn poëzie baseerde hij zich hoofdzakelijk op Erich Kästner, Christian Morgenstern en Joachim Ringelnatz. Hij maakte bedrieglijk eenvoudige gedichten met veel dubbele bodems en zwarte humor.
In zijn films speelde Erhardt vaak een sullige, verwarde familievader die voortdurend onvrijwillige malapropismen en verkeerde uitdrukkingen gebruikt; door talloze complexe situaties ontstaan lachwekkende situaties. Daarmee was hij een voorloper van de sitcom. Erhardt trad samen met Hans-Joachim Kulenkampff, Peter Alexander en Rudi Carrell op.
Vanaf eind jaren zestig ging zijn gezondheid sterk achteruit. Op 11 december 1971 kreeg hij een embolie, waarna hij aan afasie leed: hij kon weliswaar nog lezen, maar niet meer spreken of schrijven. Als afaticus werkte hij in 1978 en 1979 nog met zijn zoon Gero samen aan het ZDF-programma Noch 'ne Oper.
Hij ontving op 1 juni 1979 de Orde van Verdienste van de Bondsrepubliek Duitsland, vier dagen vóór zijn dood en werd op de Friedhof Ohlsdorf bijgezet. In 2010 werd in Hamburg een park naar hem vernoemd, waar gedichten van hem opgesteld staan. In 2003 werd het plein waar hij als politieman de film Natürlich die Autofahrer opnam in Heinz-Erhardt-Platz omgedoopt. In zijn nalatenschap werden talloze pianocomposities aangetroffen, waarvan er 23 op langspeelplaat werden uitgebracht.

## Hit in Duitsland
- 1959 - Linkes Auge blau, rechtes Auge blau